# DJ Deep
 (novembre 2013).
Si vous disposez d'ouvrages ou d'articles de référence ou si vous connaissez des sites web de qualité traitant du thème abordé ici, merci de compléter l'article en donnant les références utiles à sa vérifiabilité et en les liant à la section « Notes et références ».
DJ Deep, de son vrai nom Cyril Étienne des Rosaies, est un DJ et producteur français de musique électronique.

## Biographie
Son engouement pour la house date de sa découverte du titre I'll House You des Jungle Brothers, qui le conduit à assister aux rares soirées house parisiennes des années 1988/1989 pour finalement rencontrer Laurent Garnier, qui l'invite à mixer à ses côtés au Boy et à la Luna.
DJ Deep devient l'ambassadeur en France de la deep house et du garage new-yorkais, notamment par sa résidence au Rex Club (soirées Wake Up et Legends) et au Queen (soirées Respect), ainsi que par l'intermédiaire d'émissions hebdomadaires sur Radio FG entre 1992 et 1996 puis Radio Nova à partir de 1997.
En tant que producteur, DJ Deep fait ses débuts sur le label Fnac Music Dance Division aux côtés de Ludovic Navarre sous le nom Deep Contest, puis sous le nom de The Deep en duo avec Julien Jabre sur le label Basenotic Records. DJ Deep a également collaboré avec Olivier Portal (fils de Michel Portal) sous le nom de Funk Force Project (Straight Up Recordings). DJ Deep est également à la tête de deux labels indépendants, House Music Records et Deeply Rooted House. En 2018, il crée Deep Moments, un nouvel alias et label pour sortir des morceaux aux sonorités deep house et hypnotiques.
Il forme avec Romain Poncet (ou Roman Poncet, c'est selon) un duo qui produit sous de nombreux alias (Adventice, Sergie Rezza, FANG, Slang, etc.) de la musique à la fois house, techno, mais aussi ambient. Depuis ses débuts, il dit lui-même se considérer comme une sorte de « filtre », passant de nombreuses heures quotidiennes dans les magasins de nouveautés, il propose au public une sélection musicale au travers de son propre « prisme »[réf. nécessaire].
En 2021, il co-réalise un livre intitulé Chaotic Harmony, dédié à sa collection de t-shirts de labels discographiques (Underground Resistance, Moodymann, Neroli...). Le livre est réalisé avec l'aide de la photographe Emma Le Doyen et de la directrice artistique Laure-Anne Kayser. L'idée du livre est née après une discussion entre DJ Deep et Pedro Winter, créateur du label Ed Banger records. Constatant leur passion commune pour les t-shirts issus du merchandising des maisons de disques indépendantes, Pedro Winter a proposé de produire un ouvrage dédié via sa maison d'édition, Headbangers Publishing. 